# FN ブローニング・ハイパワーに関連する作品の一覧

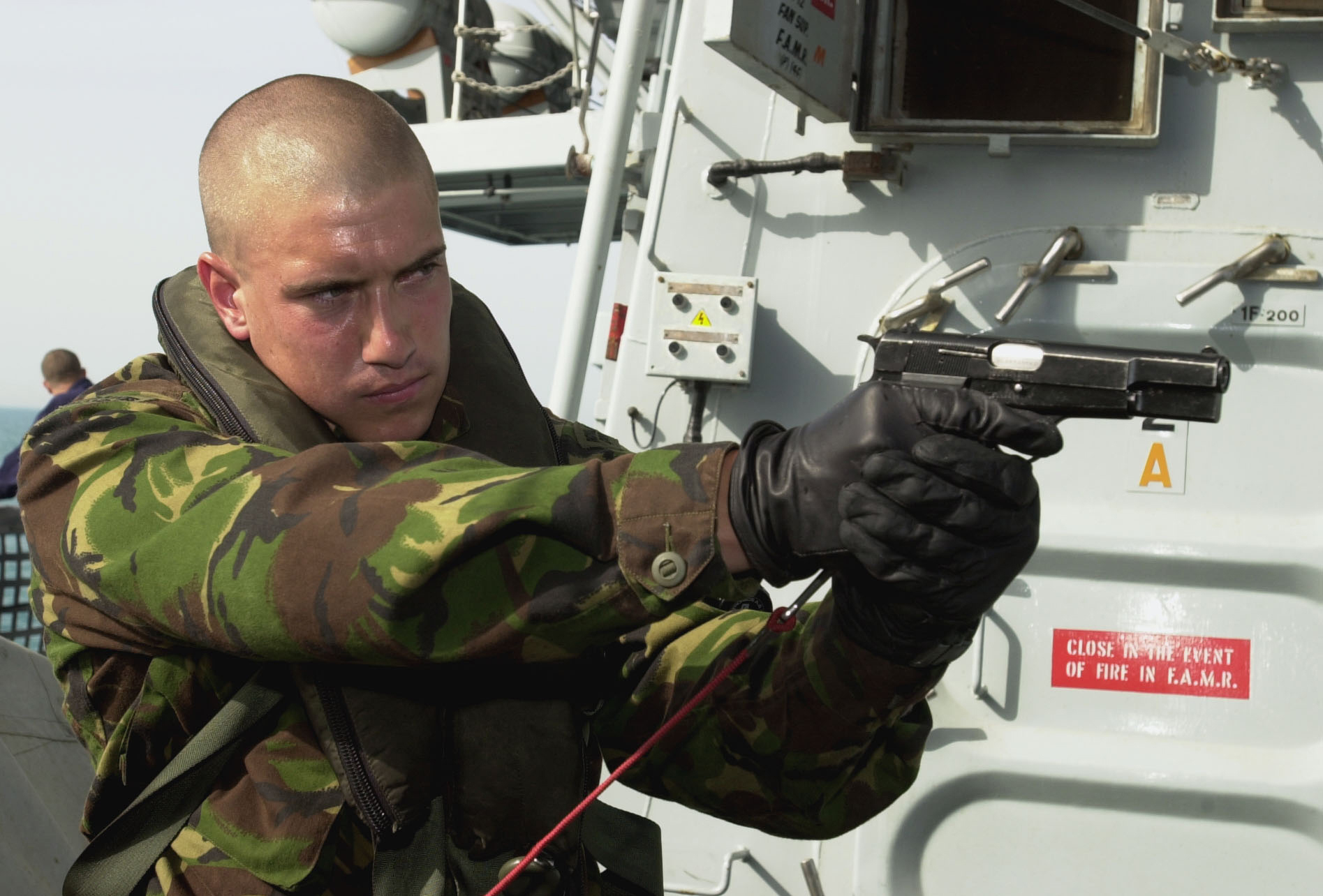
駆逐艦「ポートランド」艦上にて、ブローニング・ハイパワーを構えるイギリス海軍兵士

FN ブローニング・ハイパワーに関連する作品の一覧（FN ブローニング・ハイパワーにかんれんするさくひんのいちらん）は、ベルギーのFN社が開発した自動拳銃、FN ブローニング・ハイパワーに関連する作品の一覧である。

## 映画
『セルピコ』
主人公[フランク・セルピコ](アル・パチーノ)が使用。劇中では大型前後サイトのターゲット・モデルだが実際のフランク・セルピコの愛銃はヴィジランティ。
『男たちの挽歌』
序盤と終盤にマーク（チョウ・ユンファ）がベレッタ 92と共に二挺拳銃で使用する。
『ガントレット』
ヒロインのマリーの自宅を包囲したラスベガス市警察が使用する。
『ガンヘッド』（1989年）
Bバンガーのメンバー・べべ（円城寺あや）がバックアップとしてセントルイスモデルを携帯している。
『殺し屋ハリー/華麗なる挑戦』
主人公、ハリー・クラウン（リチャード・ハリス）が使用。
『コードネーム U.N.C.L.E.』
主人公、ナポレオン・ソロ（ヘンリー・カヴィル）が使用。また、終盤の上陸作戦では、もう1人の主人公であるイリヤ・クリヤキン（アーミー・ハマー）も使用している。
『デッドフォール』
主人公の1人、ゲイブ・キャッシュ（カート・ラッセル）がカスタムモデルを使用。
『トゥルーライズ』
「真紅のジハード」構成員が所持。
『ビバリーヒルズ・コップ』シリーズ
主人公、アクセル･フォーリー（エディ・マーフィ）が使用。
『ファイナル・オプション』
訓練中や突入場面でSASが使用。
『ボディガード』
主人公、フランク・ファーマー（ケヴィン・コスナー）が使用。
『ポリス・ストーリー2/九龍の眼』
主人公のチェン・カクー刑事に対して署長が突き付ける。
『ポリス・ストーリー3』
ホテル内でパンサーが主人公のチェン・カクー刑事に対して突き付ける。
『マックQ』
主人公、マックQ（ジョン・ウェイン）が使用。
『マッドマックス 怒りのデス・ロード』
イモータン・ジョーの私設軍隊であるウォー・ボーイズの一員であるスリットが後半の戦闘で使用。
『メコン大作戦』
主人公の1人、ガオ・ガン（張涵予）が使用。
『リーサル・ウェポン2/炎の約束』
駐ロサンゼルス南アフリカ外交官が使用するが、主人公のマーティン・リッグスに奪われ、突きつけられる。
『ル・ジタン』
主人公、ユーゴ・セナール（アラン・ドロン）が使用。
『レイダース/失われたアーク《聖櫃》』
主人公、インディアナ・ジョーンズ（ハリソン・フォード）が使用。

## テレビドラマ
『SHERLOCK』
ジョン・ワトソンが使用。
『特捜班CI-5』
CI-5部員のドイルとボーディが使用。
『特攻野郎Aチーム』
ハンニバルが愛用する。
『アウトバーンコップ』
第1シーズンにおけるゼミル・ゲーカーンの愛銃。

## アニメ・漫画・小説
『Angel Beats!』
SSS（死んだ世界戦線）のTKが使用。
『GUNSLINGER GIRL』
ジャンが使用。
『あそびにいくヨ!』
双葉アオイが使用。
『ガングレイヴ』
九頭文治が使用。
『攻殻機動隊 STAND ALONE COMPLEX』
バトーが9課制式拳銃のセブロM5を使用せず、FN ハイパワーM7 カスタムというモデルを使用。.45ACP弾仕様で、サイトやグリップなど各部をカスタムするほどこだわっている。
『ジオブリーダーズ』
深水陽子が二丁拳銃で使用。第9巻では梅崎真紀との一騎討ちで、1丁を梅崎真紀へ譲る。
『戦闘メカ ザブングル』
主人公、ジロン・アモスが使用。
『チャージマン研!』
「恐怖！精神病院」にて、精神病院の院長が使用。
『めだかボックス』
宗像 形が所持。
『ヨルムンガンド』
作中を通してヨナがMk.IIIを使用。
『猛き箱舟』
主人公、香坂正次が使用。
『リリアとトレイズ』
トラヴァス少佐達が使用
『ルパン三世』
エンゾが使用。しかし発砲はなく、ルパンを脅す際に使用している。
『新世紀エヴァンゲリオン』
劇場版シト新生並びに劇場版25話Airに登場。ネルフ本部に侵攻した戦略自衛隊が碇シンジの殺害(寸前で間逃れた)時に使用している。

## ゲーム
『Fallout: New Vegas』
｢9mmピストル｣の名称で登場。また、NPCの1人が持つユニーク9mmピストル「マリア」も登場する。
『Scarlett』
ヒロインの別当・しずか・スカーレットが所持。
『九龍妖魔學園紀』
主人公の武器として使用可能。
『コール オブ デューティ ブラックオプス2』
「ブローニングHP」の名称で登場。キャンペーンモードのみ使用可能。
『トゥームレイダー』
シリーズの主に前半で主人公のララ・クロフトが使用（イメージCGなど）。
『真昼に踊る犯罪者』 / 『ダンシング・クレイジーズ』
「何でも屋」山県一義の愛銃。
『ゾンビU』
「L9A1」の名称で登場。クリケットバットとともに初期装備の武器である。
『バイオハザードシリーズ』
『バイオハザード2』
Mk.IIIが登場し、クレア・レッドフィールドおよびエイダ・ウォンが使用。また、ムービーシーンにてウィリアム・バーキンも使用。
『バイオハザード3』OPのゾンビ襲撃の際、ラクーン市警察の1人が使用する。
『バイオハザード CODE:Veronica』
『バイオハザード2』に引き続きクレアが使用しているが、刑務所に収監された際に押収されて紛失。
『バイオハザード ダークサイド・クロニクルズ』
今回もクレアが使用。『CV』のシナリオでも、押収されずにそのまま使用している。
『バイオハザード RE:2』
「JMB Hp3」の名称でR.P.D.の制式採用拳銃としてMk.IIIが登場。レーザーサイトが備わっており、『2』と同じくクレアが使用し（エイダは使用しない）、R.P.D.所属の警官であるマービン・ブラナーも所持していた。カスタムアイテムとしてロングマガジンも登場する。